# Campeonato Mundial de Esquí Nórdico 2013 – 30 km femenino
El evento femenino de 30 km, de estilo clásico de esquí de fondo del Campeonato Mundial de Esquí Nórdico de 2013 tuvo lugar el 2 de marzo de 2013.

## Resultado
La carrera comenzó a las 12:15 (hora local).
| Pos.              | Nº | Atleta                      | País            | Tiempo      | Dif. de tiempo |
| ----------------- | -- | --------------------------- | --------------- | ----------- | -------------- |
| Medalla de oro    | 7  | Marit Bjørgen               | Noruega         | 1:27:19.9   |                |
| Medalla de plata  | 1  | Justyna Kowalczyk           | Polonia         | 1:27:23.6   | +3.7           |
| Medalla de bronce | 2  | Therese Johaug              | Noruega         | 1:27:28.6   | +8.7           |
| 4                 | 6  | Heidi Weng                  | Noruega         | 1:28:58.2   | +1:38.3        |
| 5                 | 17 | Nicole Fessel               | Alemania        | 1:29:08.9   | +1:49.0        |
| 6                 | 18 | Anna Haag                   | Suecia          | 1:29:25.6   | +2:05.7        |
| 7                 | 12 | Kerttu Niskanen             | Finlandia       | 1:29:32.7   | +2:12.8        |
| 8                 | 4  | Anne Kyllönen               | Finlandia       | 1:29:36.0   | +2:16.1        |
| 9                 | 3  | Kristin Størmer Steira      | Noruega         | 1:29:36.4   | +2:16.5        |
| 10                | 9  | Masako Ishida               | Japón           | 1:29:39.0   | +2:19.1        |
| 11                | 8  | Charlotte Kalla             | Suecia          | 1:31:04.6   | +3:44.7        |
| 12                | 13 | Valentina Shevchenko        | Ucrania         | 1:31:10.5   | +3:50.6        |
| 13                | 5  | Yuliya Chekaleva            | Rusia           | 1:31:26.5   | +4:06.6        |
| 14                | 10 | Katrin Zeller               | Alemania        | 1:31:51.9   | +4:32.0        |
| 15                | 19 | Julia Ivanova               | Rusia           | 1:32:00.6   | +4:40.7        |
| 16                | 14 | Liz Stephen                 | Estados Unidos  | 1:32:12.0   | +4:52.1        |
| 17                | 16 | Aino-Kaisa Saarinen         | Finlandia       | 1:32:25.5   | +5:05.6        |
| 17                | 23 | Sofia Bleckur               | Suecia          | 1:32:28.0   | +5:08.1        |
| 19                | 29 | Tetyana Antypenko           | Ucrania         | 1:32:44.7   | +5:24.8        |
| 20                | 20 | Virginia de Martin Topranin | Italia          | 1:33:00.1   | +5:40.2        |
| 21                | 24 | Olga Kuziukova              | Rusia           | 1:33:08.7   | +5:48.8        |
| 22                | 15 | Emma Wiken                  | Suecia          | 1:34:14.1   | +6:54.2        |
| 23                | 35 | Kornelia Kubinska           | Polonia         | 1:34:50.4   | +7:30.5        |
| 24                | 22 | Debora Agreiter             | Italia          | 1:35:42.0   | +8:22.1        |
| 25                | 34 | Ida Sargent                 | Estados Unidos  | 1:35:47.3   | +8:56.7        |
| 26                | 26 | Eva Vrabcová-Nývltová       | República Checa | 1:36:16.6   | +8:56.7        |
| 27                | 32 | Alena Sannikova             | Bielorrusia     | 1:37:06.3   | +9:46.4        |
| 28                | 30 | Lucia Scardoni              | Italia          | 1:37:35.2   | +10:15.3       |
| 29                | 27 | Laura Orgué                 | España          | 1:37:41.6   | +10:21.7       |
| 30                | 36 | Kateryna Grygorenko         | Ucrania         | 1:38:08.2   | +10:48.3       |
| 31                | 37 | Tatjana Mannima             | Estonia         | 1:38:12.8   | +10:52.9       |
| 32                | 25 | Julia Tikhonova             | Rusia           | 1:38:15.4   | +10:55.5       |
| 33                | 33 | Marina Matrossova           | Kazajistán      | 1:39:13.8   | +11:53.9       |
| 34                | 40 | Li Hongxue                  | China           | 1:40:44.1   | +13:24.2       |
| 35                | 31 | Yuki Kobayashi              | Japón           | 1:42:16.5   | +14:56.6       |
| 36                | 38 | Anna Shevchenko             | Kazajistán      | 1:44:52.9   | +17:33.0       |
| 37                | 44 | Li Xin                      | China           | 1:46:12.2   | +18.52.3       |
|                   | 28 | Emily Nishikawa             | Canadá          | 1 vuelta    |                |
|                   | 45 | Iryna Leletko               | Ucrania         | 1 vuelta    |                |
|                   | 11 | Krista Lähteenmäki          | Finlandia       | no finalizó |                |
|                   | 41 | Veronica Cavallar           | Italia          | no finalizó |                |
|                   | 21 | Jessica Diggins             | Estados Unidos  | no finalizó |                |
|                   | 42 | Oxana Yatskaya              | Kazajistán      | no finalizó |                |
|                   | 43 | Yana Hrakovich              | Bielorrusia     | no finalizó |                |
|                   | 39 | Viktoriya Lanchakova        | Kazajistán      | no partió   |                |